# Hospital de Leishenshan

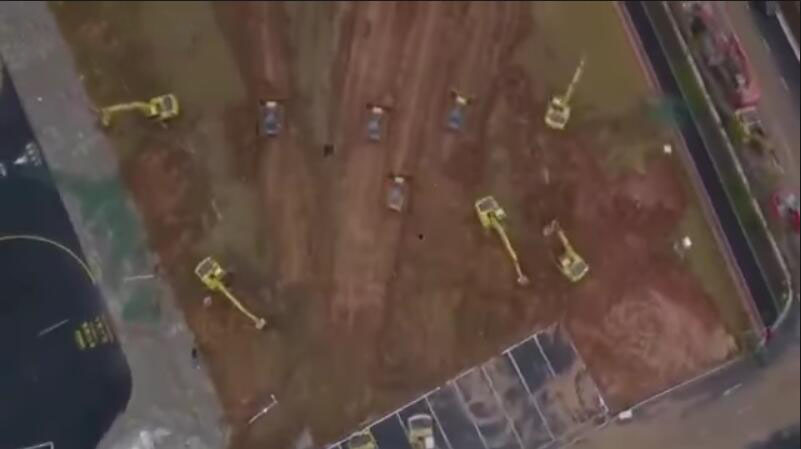
Local de construção do Hospital Leishenshan.

O Hospital de Leishenshan (em Chinês Mandarim: 雷神山医院; literalmente: Hospital do Monte do Deus Trovão) é um hospital de emergência especializado, construído em resposta a Pandemia de COVID-19.
As suas instalações ficam localizadas no Parque de Estacionamento nº 3 da Vila dos Atletas no Distrito de Jiangxia, em Wuhan, Hubei, tendo sido desenhado para tratar pacientes portadores da doença COVID-19.